# Круновець-Брег
46°11′ пн. ш. 16°46′ сх. д. / 46.18° пн. ш. 16.76° сх. д.
Круновець-Брег (хорв. Kunovec Breg) — населений пункт у Хорватії, у Копривницько-Крижевецькій жупанії у складі міста Копривниця.

## Населення
Населення за даними перепису 2011 року становило 641 осіб.
Динаміка чисельності населення поселення: